# Doris Schweizer
Doris Schweizer (Rothenburg, Lucerna, 28 de agosto de 1989) es una ciclista profesional suiza. Debutó como profesional en 2012 tras destacar en su país, lo que le dio acceso a participar en carreras internacionales con su selección desde 2007 -incluyendo mundiales en ruta-. Tiene 8 medallas en los campeonatos nacionales -2 de oro-.

## Trayectoria deportiva
Comenzó destacando en Suiza -3ª en el Campeonato Juvenil en Ruta- ello al dio acceso a participar con su selección nacional en algunas pruebas internacionales. En 2010 se hizo con el bronce en el Campeonato de Suiza en Ruta y omnium (modalidad del ciclismo en pista), ganó una prueba amateur fuera de su país, fue 8.ª en el Campeonato Europeo Contrarreloj sub-23 y acudió al Mundial en carretera donde corrió las dos modalidades. En 2011 ganó varias pruebas amateurs de Suiza lo que definitivamente le dio acceso al proefsionalimo en 2012. Como profesional ha seguido destacando en pruebas suizas -logrando 2 campeonatos nacionales-. Su primera victoria como profesional fuera de su país fue la 1.ª etapa del Tour de Bretagne Féminin 2014 donde fue 3.ª en la clasificación general final.
Tras pasar por equipos de Italia y Suiza en 2016 fichó por el nuevo equipo estadounidense, creado ese año, del Cylance-Inspire (definitivamente llamado Cylance Pro Cycling).

## Palmarés
2010 (como amateur)
- 3.ª en el Campeonato de Suiza en Ruta
- 3.ª en el Campeonato de Suiza en Omnium

2013
- 2.ª en el Campeonato de Suiza Contrarreloj
- Campeonato de Suiza en Ruta

2014
- 2.ª en el Campeonato de Suiza Contrarreloj
- 3.ª en el Campeonato de Suiza en Ruta
- 1 etapa del Tour de Bretagne Féminin

2015
- Campeonato de Suiza Contrarreloj
- 3.ª en el Campeonato de Suiza en Ruta
- Tour de Berna Femenino

2016
- Campeonato de Suiza Contrarreloj
- Campeonato de Suiza en Ruta
- 1 etapa del Trophée d'Or Féminin

## Resultados en Grandes Vueltas y Campeonatos del Mundo
Durante su carrera deportiva ha conseguido los siguientes puestos en las Grandes Vueltas femeninas y en los Campeonatos del Mundo en carretera:
| Carrera              | Carrera              | 2010 | 2011 | 2012 | 2013  | 2014 | 2015  | 2016 | 2017 | 2018 | 2019 | 2020 | 2021 | 2022 |
| -------------------- | -------------------- | ---- | ---- | ---- | ----- | ---- | ----- | ---- | ---- | ---- | ---- | ---- | ---- | ---- |
|                      | Giro de Italia       | —    | —    | 95.ª | 103.ª | 35.ª | 114.ª | 14.ª | —    | Ab.  | —    | —    | —    | —    |
|                      | Tour de l'Aude       | —    | X    | X    | X     | X    | X     | X    | X    | X    | X    | X    | X    | X    |
|                      | Tour de Francia      | X    | X    | X    | X     | X    | X     | X    | X    | X    | X    | X    | X    | —    |
| Mundial en Ruta      | Mundial en Ruta      | Ab.  | —    | Ab.  | 35.ª  | 24.ª | 80.ª  | —    | —    | —    | —    | —    | —    | —    |
| Mundial Contrarreloj | Mundial Contrarreloj | 29.ª | —    | —    | —     | 23.ª | 24.ª  | —    | —    | —    | —    | —    | —    | —    |

―: no participa

Ab: abandono

X: ediciones no celebradas

## Equipos
- Fassa Bortolo-Servetto (2012)
- BePink (2013-2014)
  - BePink (2013-2014)
  - Astana-BePink Women's Team (2014)
- Bigla Pro Cycling Team (2015)
- Cylance Pro Cycling (2016)
- Team Virtu Cycling Women (2017-2018)
- Bizkaia Durango-Euskadi Murias[6] (01.2019-06.2019)
- Team Illuminate (2020-2021)
- InstaFund Racing (2022)